# (523680) 2013 YJ151
2013 واي جاي 151 (ويعرف أيضًا باسم (523680) 2013 واي جاي 151 وفق تسمية الكوكب الصغير) (بالإنجليزية: 2013 YJ151)‏ هو كويكب ضمن حزام الكويكبات؛ وترتيبه 523680 من حيث الاكتشاف.
اكتُشف هذا الجُرم الفلكي بواسطة مقراب بان ستارز في 2013.

## وصلات خارجية
- (523680) 2013 YJ151 في قاعدة بيانات مختبر الدفع النفاث لأجرام النظام الشمسي الصغيرة

- الاكتشاف · مخطط المدار ·  العناصر المدارية · المعلمات المادية

- (523680) 2013 YJ151 على موقع ويكي سكاي: DSS2, SDSS, GALEX, IRAS, Hydrogen α, X-Ray, Astrophoto, Sky Map, Articles and images

قالب:الكواكب الصغيرة: 523001–524000